# Корнилова-Павлова
Остров Корнилова-Павлова (азерб. Kornilov-Pavlov adası; в прошлом Банка Корнилова-Павлова — азерб. Kornilov-Pavlov sayı) — остров в Каспийском море, часть Бакинского архипелага. Расположен в Нефтечалинском районе Азербайджана.

## Описание
По состоянию на 1960-е годы, здесь находился подводный конус грязевого вулкана, который образовывал подводную банку Корнилова-Павлова. Глубины над банкой были изменчивы.
Согласно Ф. Г. Дадашеву и Р. Г. Султанову, в 1903 году глубина банки составляла 3 м, в 1907 году — уменьшилась до 0,3 м, а в 1910 году вновь увеличилась. В 1916 году на месте банки появлялся остров длиной 63 м, шириной 30 м и высотой 1,5 м. В 1921 году здесь была банка глубиной 6,3 м. В 1960 году глубина над банкой составляла 5 м.
В 1972 году на месте банки образовался остров, который затем был размыт волнами и течением.